# Pan Samochodzik i zagadki Fromborka

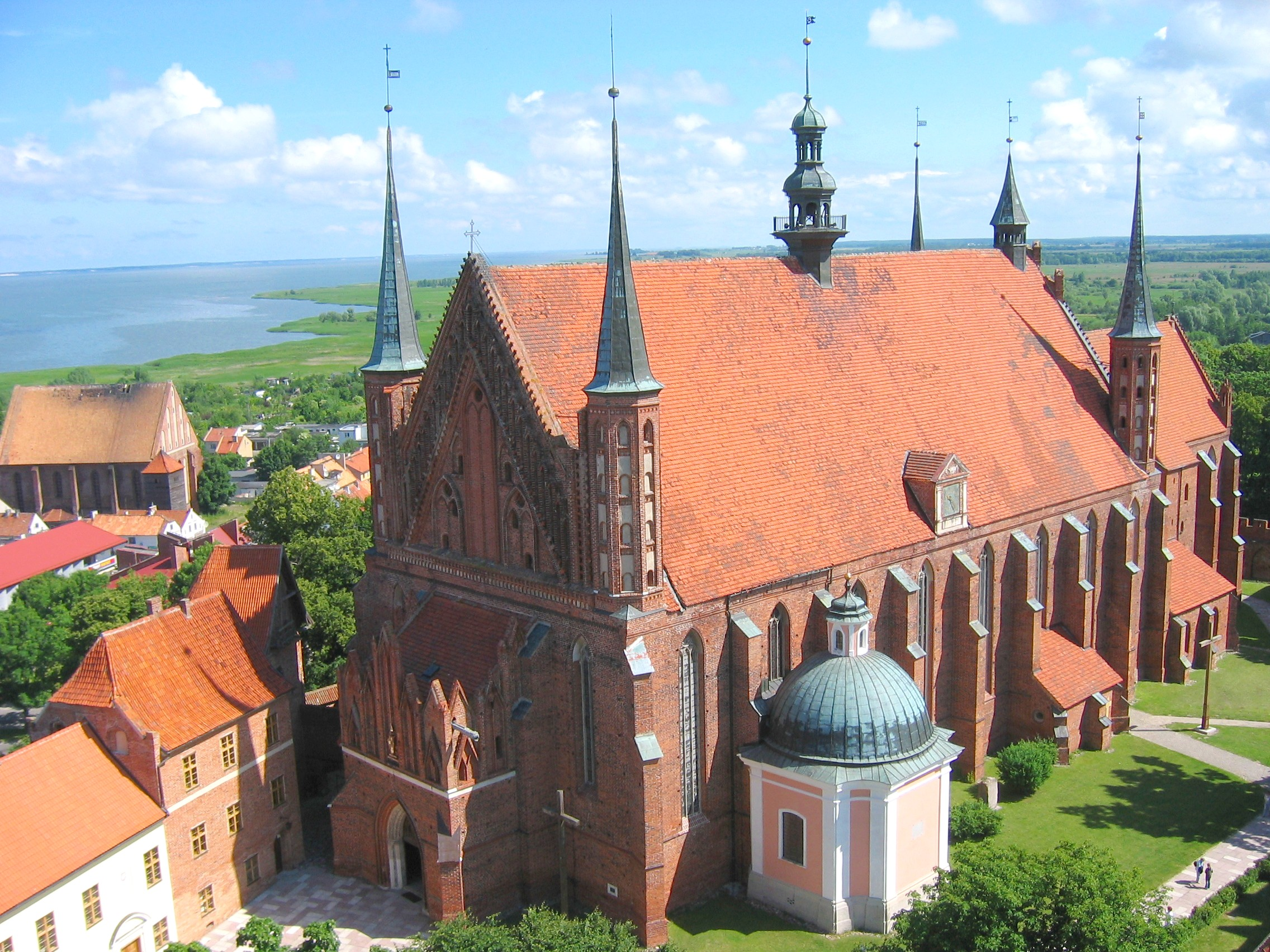
Katedra we Fromborku

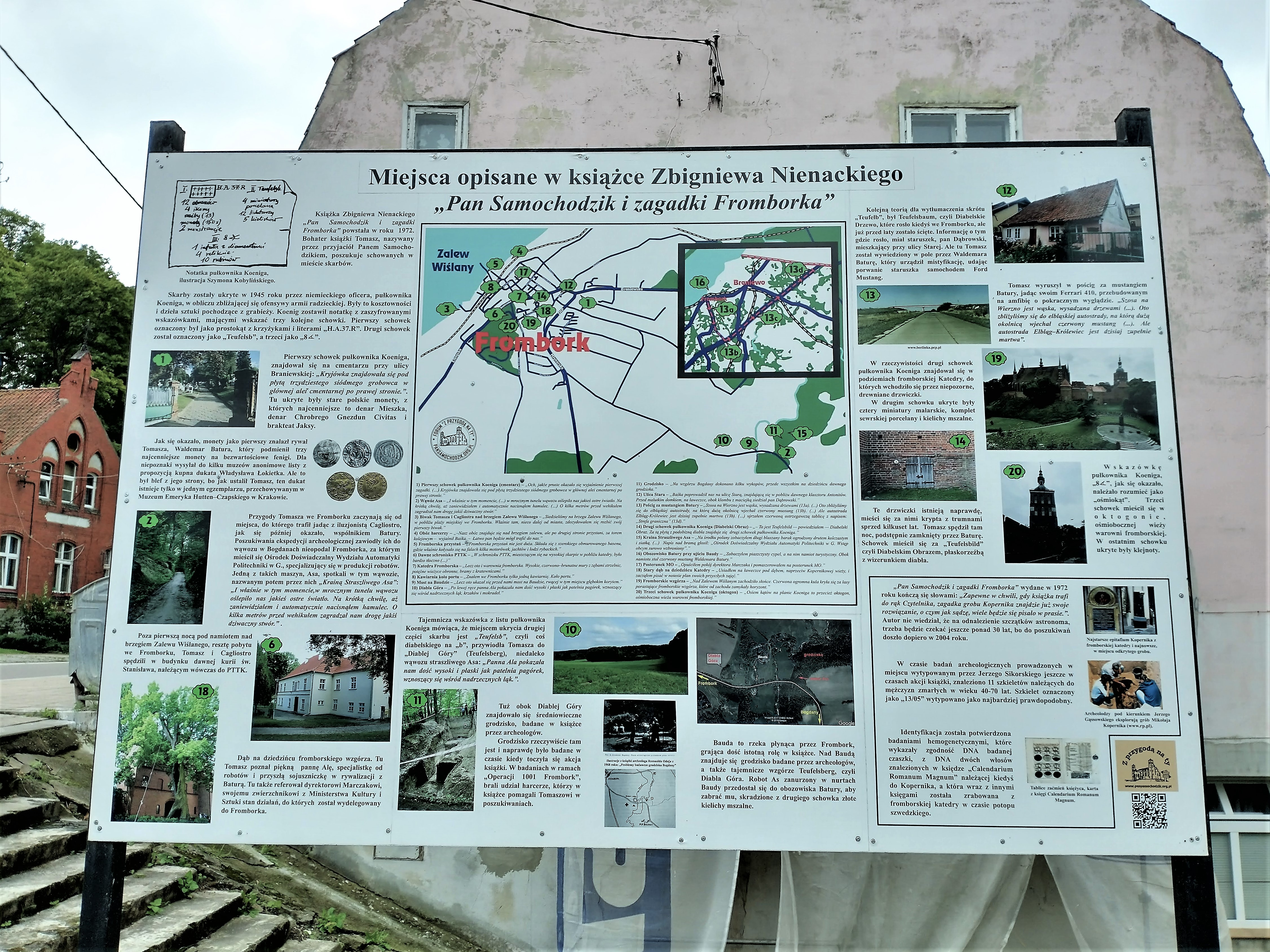
Mapka z miejscami opisanymi w książce

Pan Samochodzik i zagadki Fromborka – powieść dla młodzieży autorstwa Zbigniewa Nienackiego. Pierwotnie została opublikowana w 1971 roku w Płomyku, a w 1972 roku wydana książkowo. Powieść wchodzi w skład cyklu Pan Samochodzik, opisującego przygody historyka sztuki – detektywa noszącego to przezwisko. 

## Opis fabuły
Akcja powieści rozgrywa się w sierpniu 1971 r. we Fromborku. Pan Samochodzik po przyjeździe z Francji dowiaduje się od dyrektora Marczaka, że trzem muzeom zaproponowano zakup starych i bardzo rzadkich monet. Historyk twierdzi, że monety te pochodzą z jednego z trzech schowków pułkownika Koeniga, których poszukuje magister Pietruszka. W celu rozwiązania zagadki z monetami Pan Samochodzik udaje się do Fromborka. Tam spotyka Waldemara Baturę, handlarza antykami i złodzieja. Odkrywa, że do schowków wcześniej dotarł Batura, zamienił niektóre cenne rzeczy na fałszywe, a potem naprowadził na ich trop magistra Pietruszkę.

## Wydania
- I – 1972
- II – Nasza Księgarnia,1976
- III – Wydawnictwo Pojezierze, Olsztyn-Białystok 1982
- IV – Instytut Wydawniczy "Nasza Księgarnia", Warszawa 1983
- Wydawnictwo Pojezierze, Olsztyn 1990
- V – Wydawnictwo Siedmioróg, maj 2008
- Wydawnictwo Edipresse-Kolekcje SA, Warszawa 2015 (w serii: Klub Książki Przygodowej tom 7; ISBN 978-83-7989-753-7)

## Wydania zagraniczne
- Pán Tragáčik a záhady Fromborku, 1977, 1986, 2007 - wydania w języku słowackim
- Gospodin Awtomobił i zagadkite na Frombork, 1980 - wydanie w języku bułgarskim[1]